# Amer Hrustanović
Amer Hrustanović (ur. 8 lutego 1974) – austriacki zapaśnik bośniackiego pochodzenia. Walczy w stylu klasycznym. Dwukrotny Olimpijczyk. Zajął dziesiąte miejsce w Londynie 2012 w wadze 84 kg i w Rio de Janeiro 2016 w kategorii 85 kg.
Dwunasty na mistrzostwach świata w 2009 i 2015. Zdobył brązowy medal mistrzostw Europy w 2014. Szesnasty na igrzyskach europejskich w 2015.
- Turniej w Londynie 2012

Pokonał Koreańczyka z południa Lee Se-Yeola i przegrał z Damianem Janikowskim.